# Podgorje pod Čerinom
Podgorje pod Čerinom je naselje u slovenskoj Općini Vojniku. Podgorje pod Čerinom se nalazi u pokrajini Štajerskoj i statističkoj regiji Savinjskoj. 

## Stanovništvo
Prema popisu stanovništva iz 2002. godine naselje je imalo 96 stanovnika.